# 弗鲁格纳公园
弗鲁格纳公园（挪威語：Frognerparken），是挪威奥斯陆西北的一个著名的观光景点。公园因原本属于“弗鲁格纳庄园”（Frogner Hovedgård）而得名。公园中心为著名的维格朗雕塑公园（挪威語：Vigelandsanlegget），所以也多以“维格朗雕塑公园”指代整个公园。
公园坐落着由挪威雕塑家古斯塔夫·维格朗（Gustav Vigeland）设计的众多雕塑。